# Bernardino Maffei
Bernardino Maffei (Bèrgam, 27 de gener de 1514 † Roma, 16 de juliol de 1553) va ser un arquebisbe italià. Era bisbe de Chieti, va ser també un humanista i un expert en numismàtica.
Segon de vuit fills de Giarolamo Maffei Antonia Mattei, nascut el 1514 (a Bergamo, o potser a Roma) d'una família de l'antiga noblesa, que va donar diversos cardenals de l'Església Catòlica: Van ser també elevats a Cardenals els seus germens menors Bernardino, Marcantonio, i el seu nebot Horaci, va ser oncle del cardenal Marcello Lante della Rovere i Naro Gregori.
Va estudiar Dret a la Universitat de Pàdua i va esdevenir canonge del Capítol de la Basílica de Sant Pere, a Roma, va ser triat com a secretari personal del cardenal Alessandro Farnese el jove.
El 22 d'abril de 1547 va ser nomenat bisbe de Massa Marittima per Pau III, que també va elevar-lo a amb el títol de San Ciriaco elle Terme al consistori del 8 d'abril de 1549: En aquesta capacitat, va participar en el conclave de 1550, que va acabar amb l'elecció del Papa Juli III.
El 7 de juny de 1549, va ser traslladat a la seu episcopal de Caserta i després a la metropolitana de Chieti, el 14 de juliol de 1553 va deixar el govern de la diòcesi, i el seu germà Marcoantonio va ser enviat pel Papa Juli III, com a Cardenal legat al Ducat de Parma i Piacenza.
Va morir poc després a Roma i va ser enterrat a la tomba familiar a l'església de Santa Maria sopra Minerva.